# 云南师范大学实验中学
25°03′17″N 102°41′46″E / 25.0548°N 102.6960°E
云南师范大学实验中学简称云师大实验中学，是云南省昆明市一所一级二等普通高完中，校本部位于五华区东风西路（建设路）484号。截止2020年末全校有教学班289个、师生14,000余名，初中教学质量位于昆明市前列。

## 历史
2003年9月1日，云南师范大学附属中学从昆明市建设路484号的老校址搬迁至高新区洪源路36号，云南省教育厅和昆明市教育局批准在云南师范大学附属中学原址上创办一所国有民办性质的完全中学，即云南师范大学实验中学。

## 校区
云南师范大学实验中学分为校本部、昆明湖校区、附属润城学校三部分。校本部分为初中部与高中部，初中部位于建设路484号，高中部位于建设路171号（原为云南师范大学校内建筑，已被云师大实验购入）；昆明湖校区位于北郊盘龙区山水新城，设有中学部、小学部和附属幼儿园；云师大实验附属润城学校位于西山区前卫西路，设有中学部、小学部。

## 相关事件
2021年1月22日，一名56岁的中年男子在校本部（初中）校门外突然持刀袭击正在离开学校的学生，造成6名学生不同程度受伤，2名学生伤重不治；随后，行凶者又劫持了1名学生，并与到场的警方对峙。18:30，警方击毙行凶者，人质获救。